# Enterprise service management
Pour les articles homonymes, voir ESM.
L'Enterprise service management (littéralement « gestion de service d'entreprise », ESM) est une catégorie de logiciels de gestion d'entreprise, généralement une suite d'applications intégrées utilisées par une entreprise de services pour capturer, gérer, enregistrer et analyser les données essentielles à la performance de ses services.
L'ESM est également un terme utilisé pour parfois décrire de manière générique l'utilisation des processus et des technologies du service au sein d'une organisation. Il est censé être un terme plus large (comme ERP et EAM) contrairement à la gestion des services informatiques (IT service management, ITSM) qui ne concerne que la gestion des services informatiques.
Des entreprises comme Ivanti, BMC, Atlassian ou ServiceNow sont des exemples d'éditeur de logiciels avec des solutions ESM.